# Rychlov (Benecko)
Rychlov je malá vesnice, část obce Benecko v okrese Semily. Nachází se asi jeden kilometr jihozápadně od Benecka.
Rychlov leží v katastrálním území Horní Štěpanice o výměře 5,52 km².

## Historie
První písemná zmínka o vesnici pochází z roku 1721.
V letech 1869–1950 byla vesnice součástí obce Horní Štěpanice a od roku 1961 se stala součástí obce Benecko.

## Obyvatelstvo
| Rok            | 1869 | 1880 | 1890 | 1900 | 1910 | 1921 | 1930 | 1950 | 1961 | 1970 | 1980 | 1991 | 2001 | 2011 | 2021 |
| -------------- | ---- | ---- | ---- | ---- | ---- | ---- | ---- | ---- | ---- | ---- | ---- | ---- | ---- | ---- | ---- |
| Počet obyvatel | 253  | 281  | 262  | 232  | 237  | 209  | 197  | 135  | 103  | 82   | 52   | 34   | 25   | 30   | 39   |
| Počet domů     | 31   | 40   | 37   | 37   | 38   | 38   | 38   | 38   | 38   | 28   | 21   | 42   | 38   | 39   | 39   |

## Pamětihodnosti
- Rychlovský hrádek – středověké tvrziště v lese jižně od Rychlova

## Galerie

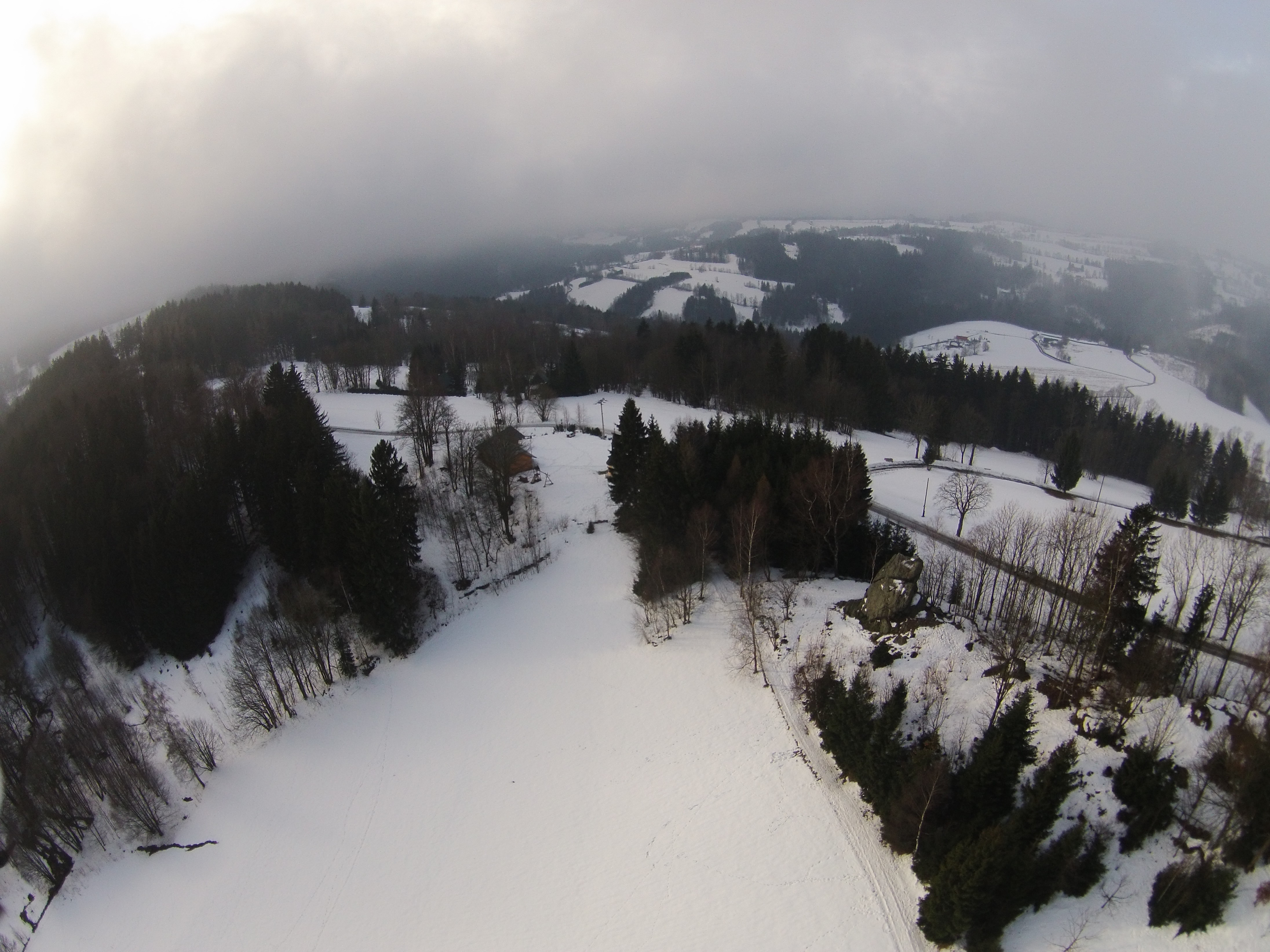
Skalka
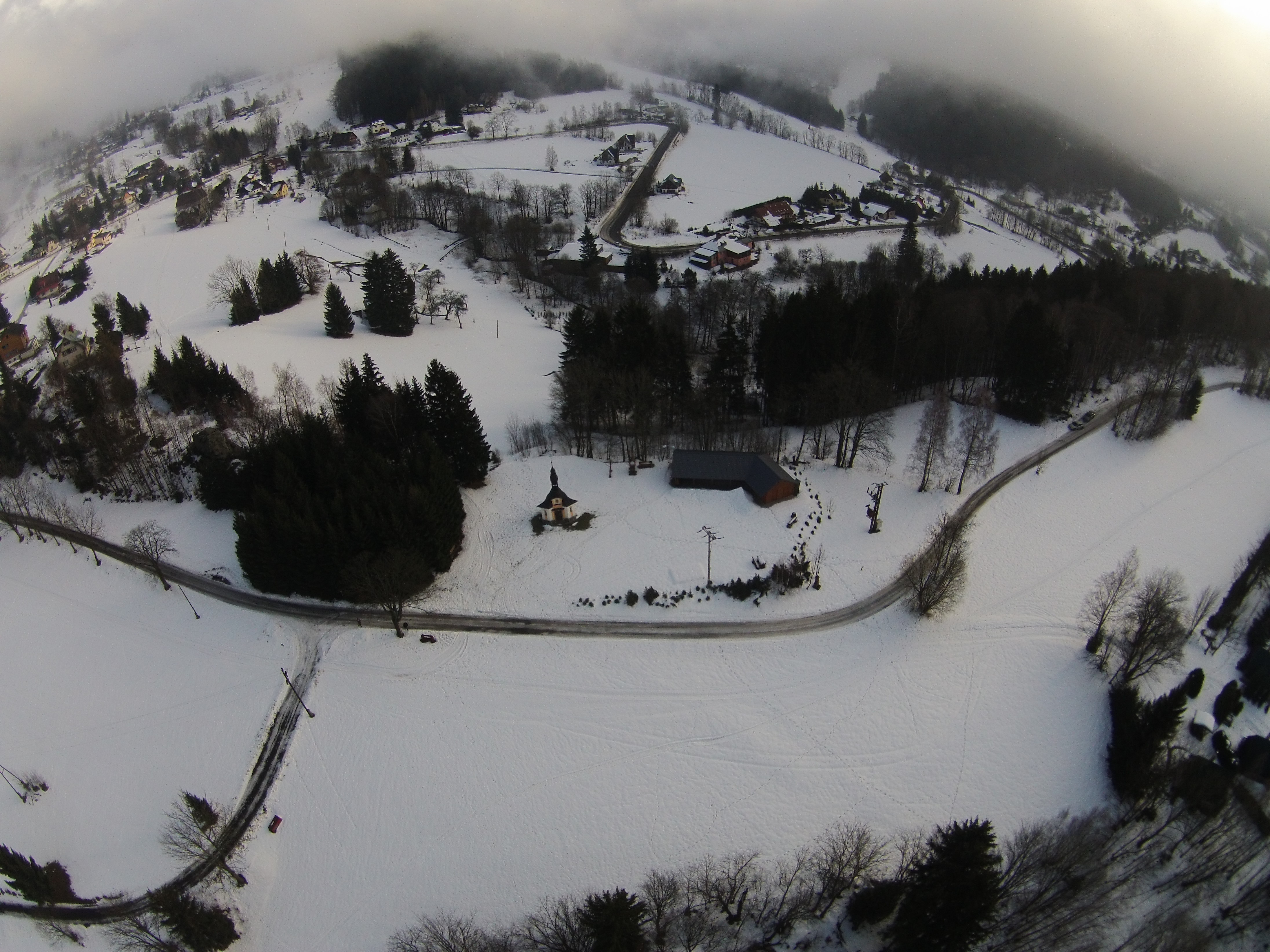
Kaplička
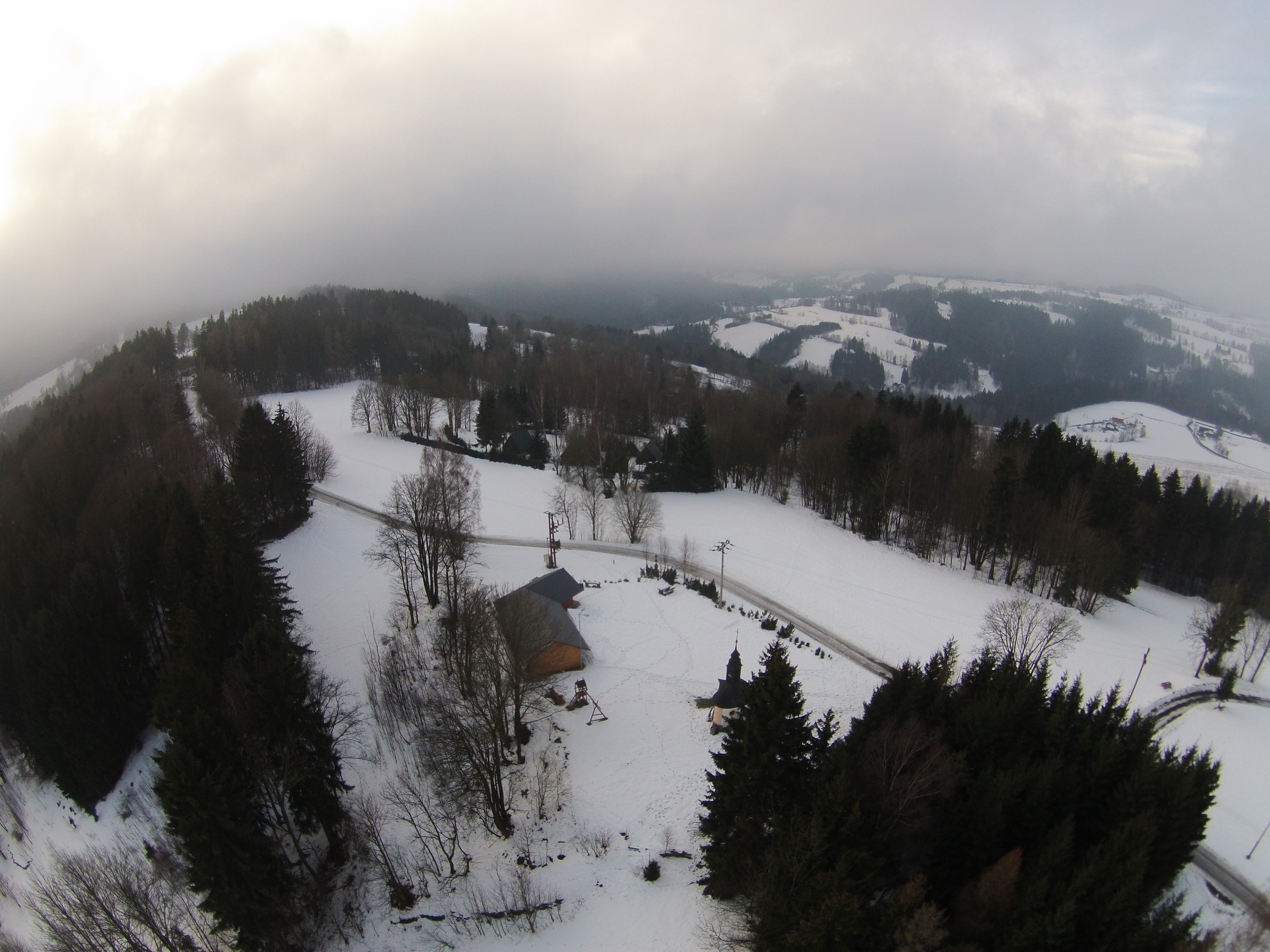
Dům